# Lac du Flambeau (hrabstwo Vilas)
Lac du Flambeau – jednostka osadnicza w Stanach Zjednoczonych, w stanie Wisconsin, w hrabstwie Vilas.